# Annika Billström

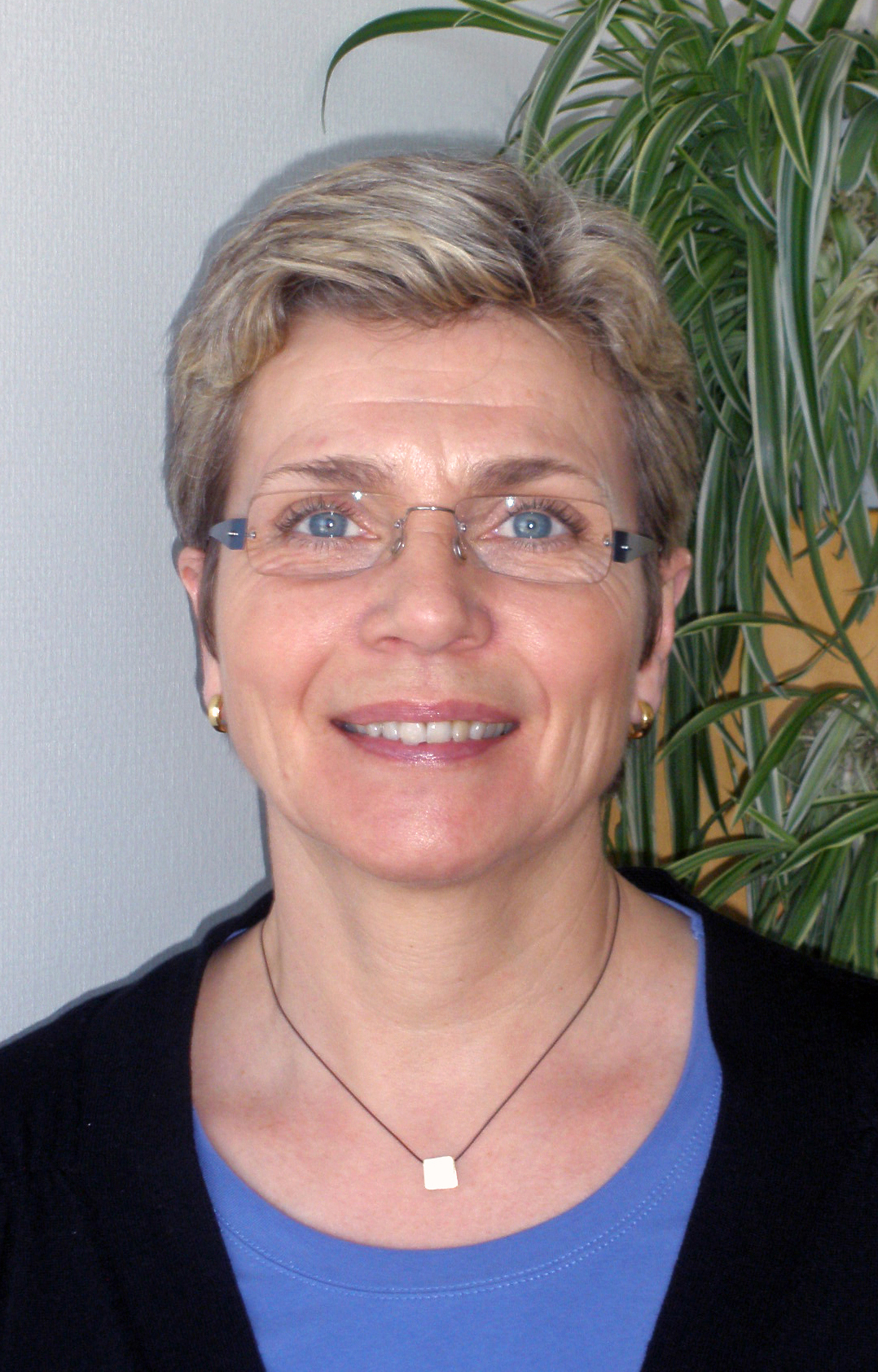
Annika Billström (2010)

Annika Billström (* 1956 in Härnösand) ist eine schwedische Politikerin. Sie war von 2002 bis 2006 Bürgermeisterin von Stockholm.
1956 in Härnösand in Norrland geboren, zog Billström im Alter von 19 Jahren nach Stockholm, um in der Parteizentrale der Sozialdemokraten zu arbeiten.
Billström wurde Oktober 2002 zur Bürgermeisterin der schwedischen Hauptstadt gewählt. Als Bürgermeisterin führte sie eine Koalition aus Sozialdemokraten und Grünen an. September 2006 unterlag sie Kristina Axén Olin, der Kandidatin der Moderata samlingspartiet.